# Histoire de Rhode Island
L'Histoire de Rhode Island est marquée par la richesse du tissu industriel, qui a généré une forte immigration en provenance du Canada francophone, au même titre dans les États du Massachusetts, du New Hampshire et du Maine, mais en façonnant plus durablement la vie politique et culturelle.

## L'origine du nom

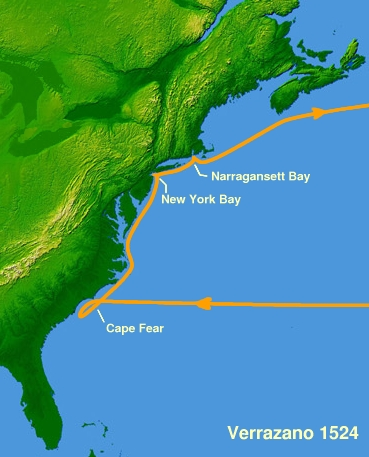
Voyage de Verrazzano en 1524.

En 1524, le navigateur italien Giovanni da Verrazzano, envoyé par François Ier, fut le premier Européen à visiter une partie de ce qui est l'actuel État de Rhode Island. Il aperçut une île  qu'il nomma Luisa en l'honneur de Louise de Savoie, reine-mère de France. Verrazzano décrivit l'île comme ayant « environ la taille de l'île de Rhodes ». C'était l'actuelle Block Island, nom ensuite donné en 1614 par l'explorateur néerlandais Adriaen Block.  Roodt Eylandt signifie l’« île rouge » en néerlandais en référence à l'argile rouge des côtes, et c'est ce nom qui fut plus tard anglicisé en Rhode Island lorsque la région passa sous le contrôle britannique.

## Histoire amérindienne

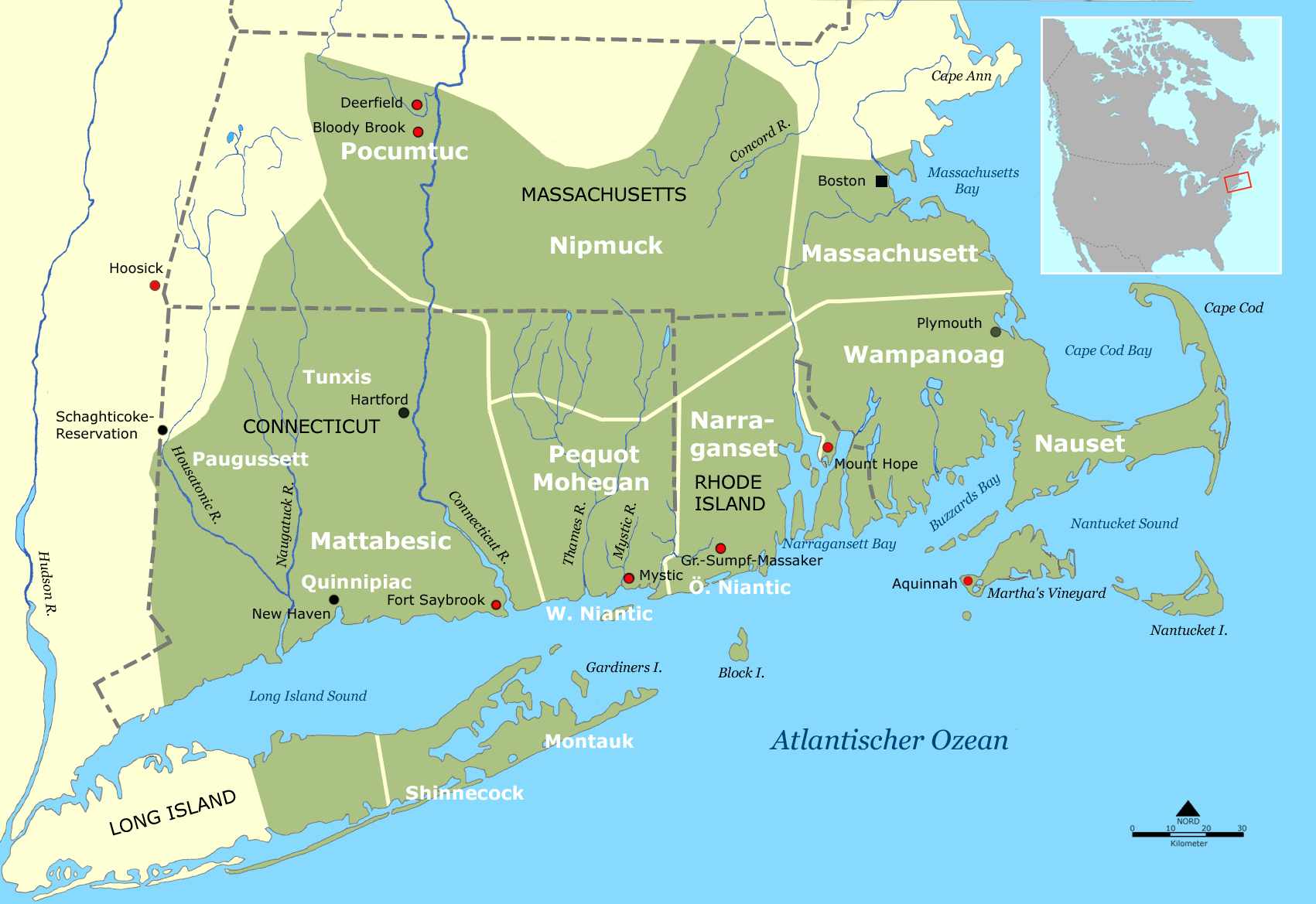
La tribu amérindienne des Narragansett vivait dans l'actuel Rhode Island.

La colonie de Rhode Island a été fondée en 1644  par Roger Williams, sur un territoire acheté aux Amérindiens locaux et au roi d'Angleterre. Un siècle plus tôt, Giovanni da Verrazzano, lors de sa visite de la baie de Narragansett, avait décrit une importante population amérindienne, les Narragansetts, vivant de l'agriculture et de la chasse et dirigée par de puissants monarques. Les maladies transmises aux populations amérindiennes entrées en contact avec les colons Anglais vers 1618 étaient nombreuses et virulentes, en particulier  la variole, les maladies vectorielles à tiques, la Fièvre typhoïde et la rougeole .

## La première colonie à s'opposer à l'esclavage

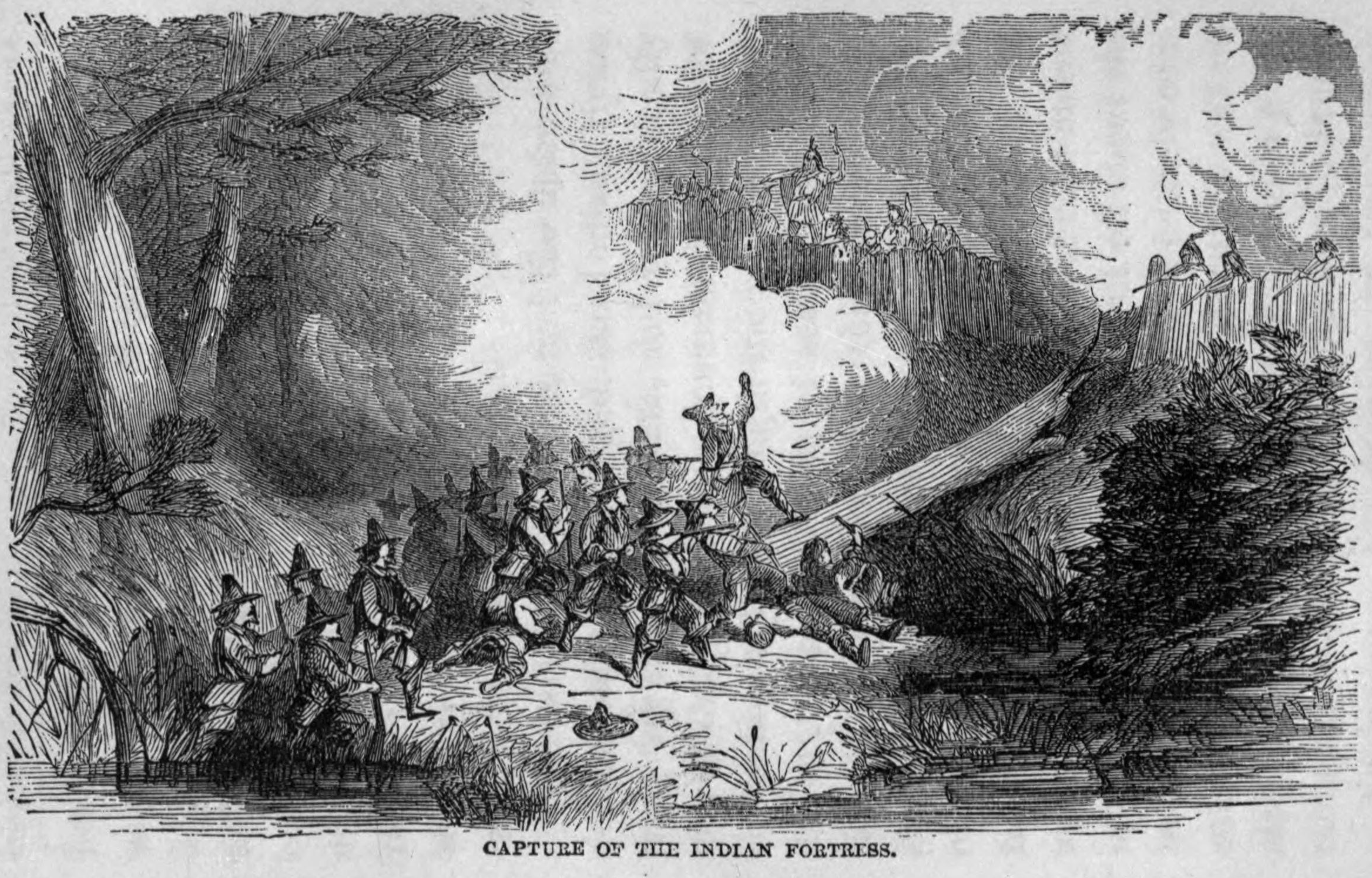
Capture du fort du Roi Philip.

Le fondateur de la colonie anglaise, Roger Williams est un colon non conformiste exilé de la colonie de la baie du Massachusetts pour ses avis religieux. Il a fondé la première ville de la colonie, Providence, près de la baie de Narragansett, dans le but d'en faire un centre pour la liberté religieuse. Dès 1652, le Rhode Island est la première région d'Amérique du Nord qui adopte une loi pour supprimer l'esclavage des amérindiens.

## Le port de Newport: négriers et distilleries
Près d'un siècle après la loi votée pour supprimer l'esclavage, la partie la plus riche de la colonie devient le repaire des négriers, qui s'installent à Newport, un des ports maritimes les plus importants de la côte est d'Amérique du Nord, en raison de ses quais en eaux profondes, qui facilitent un commerce triangulaire adossé à la contrebande de mélasse venant des Antilles françaises. Selon l'historien Jay Coughtry, les navires marchands appartenant à Rhode Island ont transporté plus de 60 pour cent des esclaves importés en Amérique du Nord au XVIIIe siècle, principalement vers le milieu du siècle.
En 1713, la France interdit l'importation de rhum des Antilles et ne rétablira l'autorisation pour les tafias qu'en 1777, mais seulement pour la réexportation. Du coup, la mélasse est exportée en contrebande vers la Nouvelle-Angleterre où elle est distillée, le rhum partant ensuite en Afrique pour être échangé contre de esclaves qui sont ensuite revendu aux contre de la mélasse, avec un bénéfice au passage. La Nouvelle-Angleterre comptait ainsi une centaine de distilleries en 1770, surtout à Newport et Boston. Ce commerce a commencé dès 1698 et dès 1718, une lettre du gouverneur de la Barbade s'alarme de cette réussite et dénonce les colonies anglaises d'Amérique du Nord, qui livre à la colonie française des céréales, poissons et viandes.
En 1764, une remontrance contre le Rhode Island souligne que les marchands de cette colonie ont pour la première fois introduit du rhum à la côte d'Afrique en 1723 et affirme qu'à partir de 1773, une moyenne de 18 navires faisaient chaque année route du Rhode Island vers l'Afrique avec chacun à bord 10 000 gallons de rhum. Le Sugar and Molasses Act négociée à Londres par le lobby colonial anglais en 1733 prend en compte ce trafic, lorsqu'il vise à atténuer l'effet de la lourde fiscalité sur le sucre, destinée à financer la Royal Navy. En 1705, le sucre roux anglais était taxé à hauteur de 342 %, causant une stagnation des importations anglaises de sucre entre 1699 et 1713s, au détriment de la Barbade, alors qu'elles explosent en France. Lors de la guerre de Sept Ans, le commerce des esclaves par les Treize Colonies s'intensifie et la fraude fiscale avec lui. Dès 1761, le procureur de la République de Boston, James Otis démissionne alors de son poste pour représenter les intérêts des négociants du port, opposé à la fiscalité sur le rhum. Une nouvelle « loi fiscale sur le sucre » est  votée par le Parlement britannique le 5 avril 1764: le  Sugar Act. Elle fait partie d'une longue série de décisions provoquant le mécontentement des colons américains et finalement la révolution américaine dix ans plus tard.
En 1770, 29 navires (dont 17 de Rhode Island, 4 du Massachusetts et 4 de New York) s'adonnent au commerce des esclaves. Le recensement de 1774 a montré qu'environ 14 % des ménages du Rhode Island possédaient des esclaves : le Rhode Island avait plus d'esclaves par habitant que tout autre colonie de la Nouvelle Angleterre.

## La guerre du Roi Philip et l'indépendance
Le Rhode Island participe à la guerre d'indépendance des États-Unis aux côtés des douze autres colonies d'Amérique. C'est l'une des premières à déclarer son indépendance, le 4 mai 1776 mais la dernière à ratifier la Constitution et à entrer dans l'Union, en 1790. Juste avant que ne débute la guerre d'indépendance des États-Unis, le Rhode Island, tout comme le Massachusetts, le Connecticut, et le Maine est confronté à la guerre du Roi Philip, opposant les Amérindiens Wampanoag et Narraganssett aux colons anglais et aux iroquois entre 1675 et 1676. Près d'un dixième des Amérindiens et des Anglais furent tués ou blessés. Grâce à leurs alliés Iroquois, réussirent à tuer Metacomet (appelé King Philip par les Anglais), fils de Massasoit, grand sachem des Wampanoag. Le fort du « Roi Philippe »  est pris peu après la cruciale bataille de Great Swamp, qui opposa le 19 décembre 1675 des troupes de la milice de Nouvelle-Angleterre aux Narragansetts du Rhode Island.

## Une croissance démographique forte, mais moins rapide que dans les autres
Lors des décennies précédant la guerre d'indépendance des États-Unis, l'équilibre entre les colonies évolue. Les colonies situées plus au sud ont connu dans la 1re moitié du XVIIIe siècle, une forte immigration de familles modestes venues d'Allemagne et d'autres pays européens, établies en général plutôt dans l'arrière pays agricole. Entre 1750 et 1780, période d'expansion démographique générale, le Rhode Island, comme d'autres colonies de la Nouvelle-Angleterre, par exemple le Massachusetts et le Connecticut, a vécu une croissance forte mais plus lente que celles des colonies du sud et du centre. Ce n'est que plus tard, au XIXe siècle que l'immigration changera la société du Rhode Island, lorsque arriveront en masse les travailleurs du Canada. Entre 1750 et 1780, l'accroissement naturel des treize colonies en général correspond à 95 % de leur croissance démographique, qui est globalement très rapide. En moyenne, le taux de mortalité y est d'environ 25 % contre une moyenne d'environ 35 % à 40 % en Europe. Parmi les causes possibles, les historiens évoquant un meilleur chauffage, meilleure alimentation et plus grande immunisation contre les épidémies car l'habitat est plus dispersé. En 1790, l'Amérique blanche est encore très rurale, car les cinq premières agglomérations ne représentent que 136 000 habitants, soit seulement 5,5 % de la population. À partir de 1790 ont lieu les premiers recensements par ville et par états, au moment d'une polémique nationale sur l'opportunité d'étendre la colonisation à l'ouest. Il est alors décidé que le seuil de 60 000 habitants doit être atteint avant de créer un nouvel État. Malgré sa petite superficie, le Rhode Island était largement éligible. 
| Année            | Population en 1750 | Population en 1780 | Position en 1780 |
| Virginie         | 180 000 habitants  | 538 000 habitants  | 1er en 1780      |
| Pennsylvanie     | 85 000 habitants   | 327 000 habitants  | 2e en 1780       |
| Caroline du Nord | 51 000 habitants   | 270 000 habitants  | 3e en 1780       |
| Massachusetts    | 188 000 habitants  | 260 000 habitants  | 4e en 1780       |
| Maryland         | 116 000 habitants  | 245 000 habitants  | 5e en 1780       |
| Connecticut      | 111 000 habitants  | 206 000 habitants  | 6e en 1780       |
| New York         | 76 000 habitants   | 210 000 habitants  | 7e en 1780       |
| Caroline du Sud  | 45 000 habitants   | 180 000 habitants  | 8e en 1780       |
| New Jersey       | 51 000 habitants   | 139 000 habitants  | 9e en 1780       |
| Rhode Island     | 33 000 habitants   | 52 000 habitants   | 10e en 1780      |
| New Hampshire    | 27 000 habitants   | 87 000 habitants   | 11e en 1780      |
| Géorgie          | 5 200 habitants    | 56 000 habitants   | 12e en 1780      |
| Maine            | 0 habitant         | 49 000 habitants   | 13e en 1780      |
| Vermont          | 0 habitant         | 47 000 habitants   | 14e en 1780      |
| Delaware         | 19 000 habitants   | 45 000 habitants   | 15e en 1780      |
| Kentucky         | 0 habitant         | 45 000 habitants   | 16e en 1780      |
| Tennessee        | 0 habitant         | 10 000 habitants   | 17e en 1780      |

## Le pays de l'industrie de précision

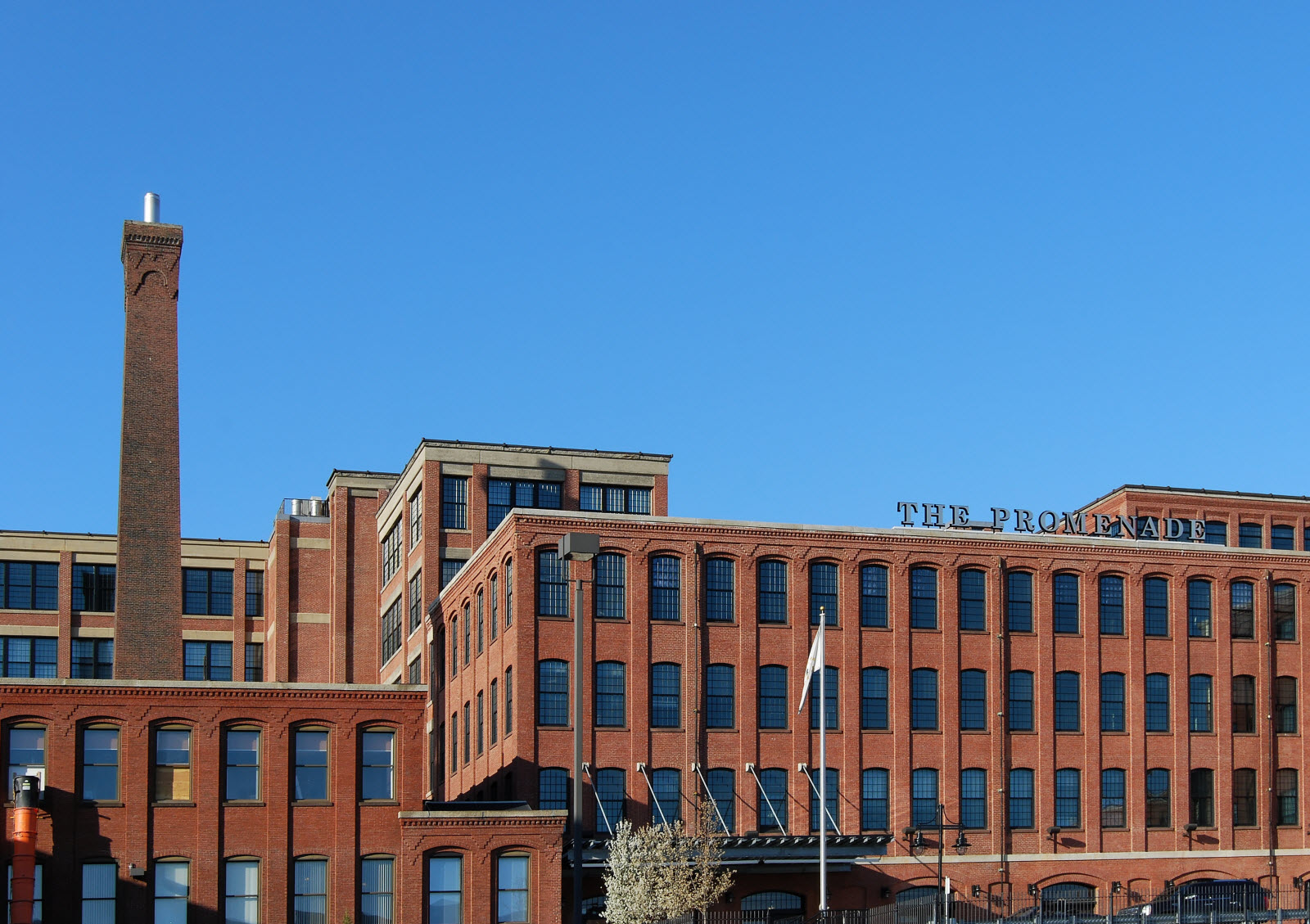
Le site historique de la compagnie Brown & Sharpe Co. à Providence, dans l'état de Rhode Island.

Le plus petit des États bénéficie tout de même de 640 km de côtes, mais il se tourne très tôt vers l'industrie. La guerre d'indépendance finie, Providence (Rhode Island) abandonne son activité dominante, la pêche, pour la fabrication de machines, d'outils, d'argenterie, la bijouterie et l'habillement. Vers 1800, la ville peut s'enorgueillir de l'industrie la plus importante d'Amérique du Nord, avec les constructions mécaniques Brown & Sharpe, les quincailleries Nicholson et les coutelleries Gorham Silverware.
Brown & Sharpe, créé à Providence (Rhode Island) par David Brown et Lucien Sharpe en 1833, équipe la Nouvelle-Angleterre des premiers tours à usiner non-importés du Royaume-Uni. Un brevet de fraiseuse universelle, déposé en 1862, révolutionne le marché de la machine-outil. L'entreprise passe de la fabrication de gabarits et de moules à celle des instruments de mesure à usage industriel (pieds à coulisse, micromètres, etc.) et réussit à banaliser l'usage des fraiseuses, micromètres, tours à usiner et à fileter, dans toutes les branches de l’industrie.
L'État sait aussi très tôt attirer du capital extérieur. Parmi les financiers qui ouvrent en 1817 le New York Stock Exchange, Benjamin Mendes Seixas, Ephraim Hart et Alexander Zuntz, de la Synagogue de Shearith Israel, certains investissent aussi dans la création de la Bank of Rhode Island.En 1824, Providence devient le plus grand centre pour les transactions diamantaires.

## Le textile dopé par les investissements de Samuel Slater

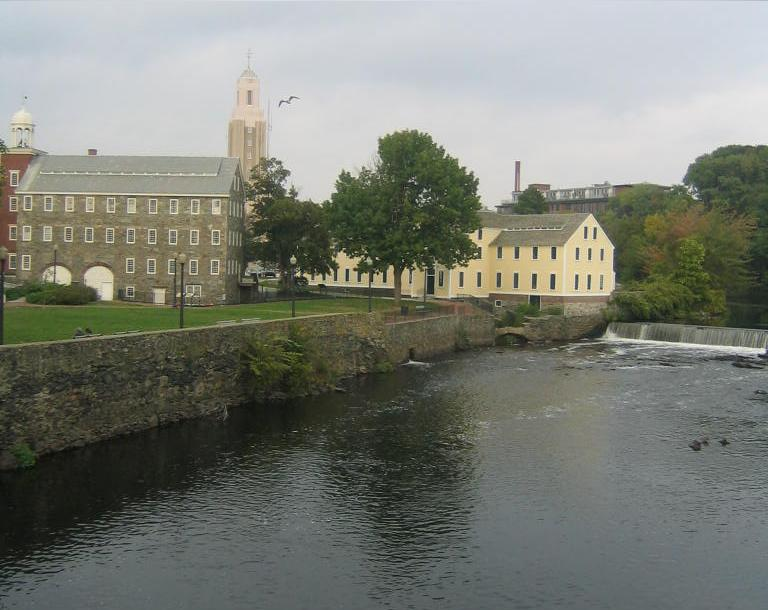
L'usine de Samuel Slater (2006).

Plus au nord, la ville de Pawtucket est le siège d’une des premières filatures de coton fructueuses du pays, construite en 1793 sur la Blackstone River par Samuel Slater. Il est parvenu à reproduire avec succès les métiers à filer, les effilocheuses, les cardeuses et les bancs à broches que le britannique Richard Arkwright avait expérimenté avec succès au Cromford Mill, dans le nord de l'Angleterre, d'où vient Slater. Son usine hydraulique de Pawtucket a contribué à l’avènement de la révolution industrielle aux États-Unis. C'est la première usine américaine de production de coton entièrement mécanisée. Slater est à l'origine du Rhode Island System, qui s'est diffusé dans les villages, basé sur des usines à la gestion paternaliste, qui faisaient travailler des enfants. Oliver Chace, un charpentier travaillant pour lui, a ouvert en 1806 dans le Massachusetts des sociétés textiles qui deviendront la Hathaway Manufacturing Company et la Berkshire Fine Spinning Associates, fusionnées en 1950 et seront rachetées en 1962 par le financier du Nebraska, Warren Buffett. Plus tard, Oliver Chace achète et réorganise la société Valley Falls Company, à Valley Falls, dans le Rhode Island en 1839 et lui permet d'acquérir ensuite l'entreprise Albion Mills. Son fils Harvey a créé la Tar-Kiln Factory à Burrillville dans le Rhode Island. Le groupe la rachète aussi, tout comme Moodus Cotton Factory, dans le Connecticut. Le groupe s'est progressivement développé en tant que leader de l'industrie du textile. Il représentait à son apogée un quart du coton total transformé aux États-Unis.

## L'immigration change la société du Rhode Island

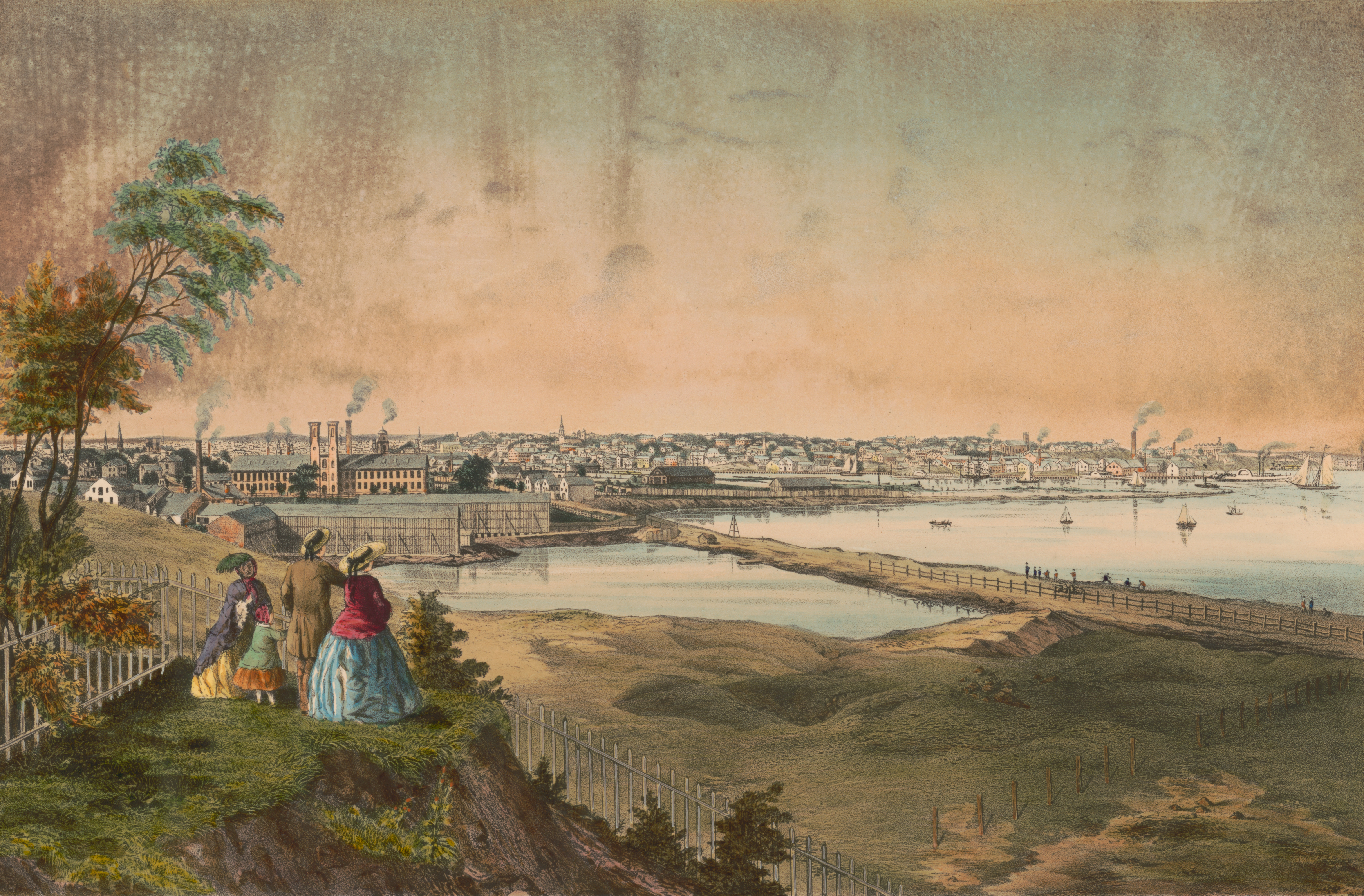
Providence au milieu du XIXe siècle.

Les industries emploient des immigrants d'Irlande, d'Allemagne, de Suède, d'Angleterre, d'Italie, du Portugal, du Cap-Vert et du Québec. Mais l'apparition de ghettos et le brassage des cultures provoquent dans les années 1820 des émeutes, certaines entre blancs et noirs. Pour faire face à ce nouveau défi de la croissance, les citoyens se dotèrent d'une charte en 1831. En 1843, une rébellion amena une réforme de la constitution de l'État, pour donner le droit de vote aux nouveaux arrivés et aux simples salariés, le critère précédent – être propriétaire foncier – n'étant plus adapté à une société devenue industrielle. C'est vers cette époque que les premiers Franco-Canadiens arrivèrent dans la vallée de la rivière Pawtuxet, fondant la paroisse de St. Mary en 1845 dans le village de Crompton. Au début des années 1870, il y eut une forte immigration de Québécois, qui fondèrent d'autres paroisses catholiques, dont celle de Saint-Jean-Baptiste. La ville de Woonsocket tout au nord de l'État fut même connue au Québec comme « la ville plus française des États-Unis » à un point tel qu'il était relativement facile d'y vivre sans parler anglais. Woonsocket apparait sur les cartes dès le début du XIXe siècle au carrefour de la route Boston-Hartford. La ville industrielle bénéfice aussi très rapidement de l'inauguration du Worcester-Providence Blackstone Canal, qui dessert  la vallée de la rivière Blackstone en 1829. En 1850, la ville était parsemée d’usines et de filatures, actionnées par des ouvriers canadiens-français en provenance du Québec.

## Un gouverneur francophone
Selon l'historien américain John Bodnar, au cours de la décennie 1890-1900, le piétisme ostentatoire et la lutte contre la tempérance affichée par les élus du parti démocrate américain les ont desservi dans plusieurs communautés immigrantes catholiques du milieu industriel, comme les Franco-Américains du Rhode Island. En témoignent les nombreux sarcasmes des rédacteurs de La Tribune de Woonsocket au sujet des appels à la prohibition du ténor démocrate William Jennings Bryan et de sa promotion du jus de raisin. Bien que les 61 000 Canadiens français vivant au Rhode Island en 1900 soient moins nombreux que ceux des États du Massachusetts, du New Hampshire et du Maine, ils sont une clientèle électorale nettement plus intéressante car ils constituent à eux seuls 13 % de la population de cet État. Un fils d'immigré québécois de la ville de Woonsocket devient même gouverneur de l'État en 1909. Aram J. Pothier officiera pendant quatre mandats consécutifs, élu et réélu par une majorité aux trois quarts anglo-protestante. Premier Canadien-français à occuper ce poste, il s'était auparavant lié avec Ferdinand Gagnon pour protéger les droits de la diaspora. Né au Québec, en 1856, il a émigré avec ses parents à Woonsocket, en 1870, dont il est élu maire en 1894. Il fit les manchettes quotidiennes de la presse franco-américaine du Rhode Island, galvanisant les passions. Pour certains, c'était un « Grand Athénien » dirigeant les affaires de l'État, pour d'autres, un homme qui se compromet en ne défendant pas assez la diaspora québécoise.

## La crise industrielle
Tout comme la vallée du fleuve Connecticut, au Massachusetts, l’économie du nord du Rhode Island souffre au cours de  la seconde moitié du XIXe siècle vit l’industrie du coton migrer vers les États du Sud, où la main-d’œuvre s’avérait moins coûteuse. Un cycle de croissance revient dans les années 1920. À Woonsocket, des tissages furent établis après la Première Guerre mondiale, avec l’aide d’ingénieurs français, tel Auguste Dupire, envoyés de Roubaix, ville manufacturière du nord de la France. Durement frappé ensuite par la Grande Dépression des années 1930, le Rhode Island n'a jamais retrouvé sa prospérité d'antan.
En 1930, environ 70 % de la population de Woonsocket était déjà d’origine québécoise, et cette localité eut un quotidien de langue française jusqu’en 1942 de même qu’une radio d’expression partiellement francophone jusque dans les années 1960. Au cours des années cinquante, les Franco-Américains du Rhode Island subirent l'assimilation au point où, sur une population totale de plus de 200 000 personnes dans l'État, moins de 20 000 parlaient encore le français au début des années quatre-vingt.

## Depuis les années 1930
En 1935, le gouverneur Theodore F.Green et les majorités démocrates à la Chambre des représentants et au Sénat ont remplacé une domination républicaine qui existait depuis le milieu du XIXe siècle. Depuis cette date le Parti démocrate du Rhode Island a dominé la politique de l’État. Depuis lors, le président de la Chambre a toujours été un démocrate et l’une des figures les plus puissantes de l'État.
Le Parti démocrate se présente comme une coalition de syndicats, d’immigrants de la classe ouvrière, d’intellectuels, d’étudiants et de la classe moyenne ethnique montante. Le Parti républicain a été dominant dans les régions rurales et suburbaines de l’État et a nommé occasionnellement des candidats réformistes qui critiquent les impôts élevés de l’État et les excès de domination démocrate.
L’impôt sur le revenu de l’État a été promulgué pour la première fois en 1971 en tant que mesure temporaire. Avant 1971, il n’y avait pas d’impôt sur le revenu dans l’État, mais l’impôt temporaire sur le revenu est rapidement devenu permanent. Le fardeau fiscal dans le Rhode Island reste parmi les cinq plus élevés aux États-Unis.
Une nouvelle Constitution du Rhode Island a été ratifiée en 1986 et est entrée en vigueur le 20 janvier 1987. 
Les habitants du Rhode Island ont massivement soutenu et réélu les démocrates à des postes d’autorité. À partir de 2020, le Rhode Island a des législatures fortement démocrates; les sénateurs et les membres du Congrès des États-Unis, et tous les postes à l’échelle de l’État sont occupés par des démocrates. L’État a été porté par les candidats démocrates à la présidence à chaque élection depuis 1988.